# Seibu Yūrakuchō-Linie
| Züge der Tokyo Metro 07er-Serie und Seibu 6000er-Serie                                                                                 |                   |                  |                  |
| Streckenlänge: | 2.6 km            |                  |                  |
| Spurweite: | 1067 mm (Kapspur) |                  |                  |
| Stromsystem: | 1500 =            |                  |                  |
| |                   |                  |                  |
| \| \| 0,0 \| Nerima \| Nerima \| \| \| 1,4 \| Shin-Sakuradai \| Shin-Sakuradai \| \| \| 2,6 \| Kotake-mukaihara \| Kotake-mukaihara \| |                   |                  |                  |
| U-Bahn-Bahnhof (im Tunnel) | 0,0               | Nerima           | Nerima           |
| U-Bahn-Bahnhof (im Tunnel) | 1,4               | Shin-Sakuradai   | Shin-Sakuradai   |
| U-Bahn-Bahnhof (im Tunnel) | 2,6               | Kotake-mukaihara | Kotake-mukaihara |

Die Seibu Yūrakuchō-Linie (jap. 西武有楽町線, Seibu Yūrakuchō-sen) ist eine U-Bahn-Linie der Seibu-Gesellschaft in Nerima, Tokio. Die Strecke verbindet die beiden Bahnhöfe Nerima und Kotake-mukaihara und wird hauptsächlich von Pendlern benutzt. Die Bahnhöfe sind auf Karten violett (■) gekennzeichnet.

## Geschichte
Die Linie begann mit dem Abschnitt zwischen Shin-Sakuradai und Kotake-Mukaihara und dem Durchgangsverkehr zur Yūrakuchō-Linie der Eidan (heute Tokyo Metro). Zu diesem Zeitpunkt war sie nicht mit anderen Seibu-Linien verbunden, so dass nur Eidan-Züge eingesetzt wurden. 1994 wurde der Abschnitt zwischen Shin-Sakuradai und Nerima eröffnet, die die Strecke mit der Seibu Ikebukuro-Linie verbindet. Später im selben Jahr wurde dort ein zweites Gleis hinzugefügt und der Durchgangsverkehr zur Ikebukuro-Linie begonnen.

## Bahnhöfe
| Bahnhof                                                                                               | Entfernung | Semi-Express | Express | Umstiegsmöglichkeiten                            | Ort    |
| --- | ---------- | ------------ | ------- | ------------------------------------------------ | ------ |
| Durchgangsverkehr über Ikebukuro-Linie bis Bahnhof Hannō                                              |            |              |         |                                                  |        |
| Bahnhof Nerima                                                                                        | 0,0 km     | ●            | ●       | Ikebukuro-Linie, Seibu Toshima-Linie, Ōedo-Linie | Nerima |
| Bahnhof Shin-Sakuradai                                                                                | 1,4 km     | ●            | ●       |                                                  | Nerima |
| Bahnhof Kotake-mukaihara                                                                              | 2,6 km     | ●            | ●       | Yūrakuchō-Linie, Fukutoshin-Linie                | Nerima |
| Durchgangsverkehr über Yūrakuchō-Linie bis Bahnhof Shin-Kiba und Fukutoshin-Linie bis Bahnhof Shibuya |            |              |         |                                                  |        |

## Fuhrpark
- Seibu-Serie 6000
- Seibu-Serie 40000
- Tōkyō-Metro-Serie 7000
- Tōkyō-Metro-Serie 10000
- Tōkyū-Serie 5000
- Yokohama-Kōsoku Y500